# ابوعمرو حفص بن سلیمان بن مغیره کوفی
ابوعمرو حَفْصْ بِن سلیمان بن  مُغیره کوفی به «اسدی کوفی» اشتهار داشت و نیز او را بزّاز می‌گفتند. قاری قرآن بود. راوی عاصم بن ابی النّجود. وی ربیب عاصم بود، یعنی فرزند زوجه او.
ذهبی در کتاب خویش آورده: «حفض در نقل حدیت حافظهٔ خوبی نداشت ولی در قرائت قرآن مورد اطمینان است. وی گفته‌است که با عاصم در قرائت قرآن هیچ مخالفتی نکرده‌است مگر در یک حرف از سورهٔ روم، الله الذی خلقکم من ضعف که حفص کلمه ضعف را با ضمه خوانده‌است، ولی عاصم آن را با فتحه خوانده‌است.»